# Muchran Vachtangadze
Muchran Vachtangadze (georgiska: მუხრან ვახტანგაძე), född 22 januari 1973 i Batumi i Georgiska SSR i Sovjetunionen (nu Georgien), är en georgisk politiker och före detta brottare som tog OS-brons i mellanviktsbrottning i den grekisk-romerska klassen 2000 i Sydney.